# كارل بيك
كارل بيك (بالإنجليزية: Carl Beck)‏ هو لاعب كرة قدم أمريكية أمريكي، ولد في 8 أغسطس 1897 في هاريسبرج في الولايات المتحدة، وتوفي في 16 أبريل 1963.

## وصلات خارجية
- كارل بيك على موقع مرجع كرة القدم المحترفة.كوم (الإنجليزية)